# Cajophora contorta
Cajophora contorta là một loài thực vật có hoa trong họ Loasaceae. Loài này được (Desr.) C. Presl mô tả khoa học đầu tiên năm 1836.